# Домар-ан-Понтьё (кантон)

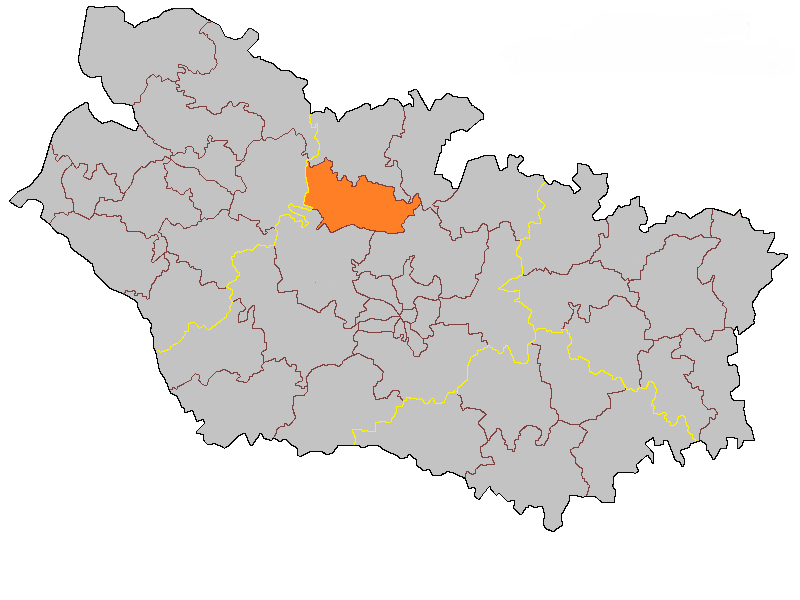
Кантон Домар-ан-Понтьё на карте департамента Сомма

Домар-ан-Понтьё (фр. Domart-en-Ponthieu) — упраздненный кантон во Франции, регион Пикардия, департамент Сомма. Входил в состав округа Амьен.
В состав кантона входили коммуны (население по данным Национального института статистики за 2009 г.):
- Аверна (401 чел.)
- Аллуа-ле-Пернуа (367 чел.)
- Бернёй (264 чел.)
- Бертокур-ле-Дам (1 161 чел.)
- Боннвиль (349 чел.)
- Варни (92 чел.)
- Вошель-ле-Домар (127 чел.)
- Домар-ан-Понтьё (1 174 чел.)
- Канапль (610 чел.)
- Ла-Виконь (254 чел.)
- Ланш-Сен-Илер (127 чел.)
- Наур (1 151 чел.)
- Пернуа (712 чел.)
- Рибокур (216 чел.)
- Сен-Леже-ле-Домар (1 869 чел.)
- Сент-Уан (2 038 чел.)
- Сюркам (71 чел.)
- Франквиль (165 чел.)
- Франсю (140 чел.)
- Фьефф-Монреле (330 чел.)

## Экономика
Структура занятости населения:
- сельское хозяйство — 9,8 %
- промышленность — 23,3 %
- строительство — 8,7 %
- торговля, транспорт и сфера услуг — 20,7 %
- государственные и муниципальные службы — 37,5 %

## Политика
На президентских выборах 2012 г. жители кантона отдали в 1-м туре Франсуа Олланду 30,9 % голосов против 29,1 % у Марин Ле Пен и 18,8 % у Николя Саркози, во 2-м туре в кантоне победил Олланд, получивший 59,6 % голосов (2007 г. 1 тур: Сеголен Руаяль — 27,4 %, Саркози — 24,2 %; 2 тур: Руаяль — 54,6 %). На выборах в Национальное собрание в 2012 г. по 1-му избирательному округу департамента Сомма они поддержали кандидата Социалистической партии Паскаль Буастар, набравшую 32,2 % голосов в 1-м туре и 60,6 % - во 2-м туре. На региональных выборах 2010 года в 1-м туре победил список социалистов, собравший 28,8 % голосов против 18,0 % у списка «правых». Во 2-м туре «левый список» с участием социалистов и «зелёных» во главе с Президентом регионального совета Пикардии Клодом Жеверком получил 54,7 % голосов, «правый» список во главе с мэром Бове Каролин Кайё занял второе место с 24,1 %, а Национальный фронт с 21,2 % финишировал третьим.
|  | Кандидат      | Партия                  | % голосов |
|  | ------------- | ----------------------- | --------- |
|  | Доминик Пруар | Социалистическая партия | 55,55     |
|  | Даниель Лоран | Правые партии           | 44,45     |